# Тајни свет меде Бенџамина
Тајни свет меде Бенџамина (енгл. The Secret World of Benjamin Bear) је канадска анимирана серија која је у Србији емитована на ТВ каналима Хепи, Минимакс и РТВ. Ради се о плишаном меди Бенџамину, који заједно са другим плишанцима, оживљава и пролази кроз праве авантуре, а када се приближе људи, меде се претварају у играчке.

## Емитовање и синхронизација
Ова анимирана серија је премијерно емитована на каналу Минимакс, а затим и на Хепи ТВ, за коју је ресинхронизацију радио студио Идеограм. Серија је касније емитована и на РТВ-у. Лого серије и називи епизода су локализовани на српски језик.

## Епизоде[2]
| Сезона | Сезона | Епизоде | Сегменти | Премијерно приказивање (Канада) | Премијерно приказивање (Канада) | Премијерно приказивање (Србија) | Премијерно приказивање (Србија) |
| Сезона | Сезона | Епизоде | Сегменти | Прва епизода                    | Последња епизода                | Прва епизода                    | Последња епизода                |
| ------ | ------ | ------- | -------- | ------------------------------- | ------------------------------- | ------------------------------- | ------------------------------- |
|        | 1      | 13      | 26       | 2003                            | TBA                             | TBA                             | TBA                             |
|        | 2      | 13      | 26       | TBA                             | TBA                             | TBA                             | TBA                             |
|        | 3      | 13      | 26       | TBA                             | TBA                             | TBA                             | TBA                             |
|        | 4      | 13      | 26       | TBA                             | TBA                             | TBA                             | TBA                             |

## Уводна шпица[4]
Има један тајни свет, у коме је живот много леп 
За њега нисте чули сигурно, јер он је тајан много 
Када мислиш да си сасвим сам, и кад на очи не долази сан 
Он је увек ту када затреба, Бенџамин меда 
Јер он је увек ту када затреба, Бенџамин меда

## Радња
Главну радњу врши заједница плишаних меда, који су жива бића, иако људи то не знају. Меде крећу у авантуру чим њихови власници оду на спавање, или макар окрену леђа. Прво правило плишаних меда је "Никад не се не крећи када је човек у близини". 

## Ликови[7]
- Бенџамин "Бен" Меда је глави лик серије. Он је наранџасто обојени медведић који носи црвени прслук. Бен је медведић Макса Танера. Најбољи пријатељ му је Хју, млади и неискусни медведић Максове сестре Елизе. Показао је да је прави џентлмен у свету плишаних меда. Он је најпоузданији и сви га увек зову како би им помогао, поготово када дођу нови медведићи. Алергичан је на лаванду. Када се наљути, Бенџамин прекрсти руке и лупка ногом.[8]
- Хју је Бенов најбољи пријатељ. Он је жуто обојени медведић који носи белу мајицу и зелени комбинезон. Иако је млад и неискусан, Хју је увек рад да научи нешто. Он је медведић Елизе Танер.
- Макс Танер је тренутни Бенџаминов власник. Бенџамина је добио од свог оца, који је био Бенџаминов претходни власник.
- Елиза Танер је Максова млађа сестра, као и Хјуова власница.
- Стари Едгар је 200-годишњи медведић, као и први направљени плишани меда. Он је бледожут медведић који носи тамноплави прслук и белу огрлицу. Вођа је плишаних меда. Због своје старости, спорије се креће него други медведићи, али углавном не указује на своје године. Његова власница је госпођа Перивинкл, која је једини човек који зна за заједницу плишаних меда.
- Руби је Бенова другарица, у кога је и заљубљена. Она је розе обојена плишана медведица која носи црвену траку око врата. Она је плишана медведица власника продавнице играчака, Макларена. Увек је спремна да помогне. Уједној епизоди Бен и она признају једно другом колико се воле.
- Симон Танер је Максов и Елизин отац, као и Бенџаминов претходни власник. Он је веома креативан човек, који ужива у изумевању, нажалост, већина његових проналазака не ради исправно. Има булдога по имену Слурп.
- Лаура Танер је Максова и Елизина мајка која је јако љубазна. Она је била претходна власница медведића Феликса.
- Слурп је пас породице Танер. Веома је разигран и пријатељски настројен, и према људима и према медведићима. Помаже Бену и Хјуу кад год има прилике.

## Улоге
| Лик      | Глас                 |
| -------- | -------------------- |
| Бенџамин | Џонатхан Кроми       |
| Хју      | непознато            |
| Макс     | непознато            |
| Елиза    | Ема Таилор Лисерворд |
| Едгар    | непознато            |
| Руби     | непознато            |
| Симон    | Теренсе Самел        |
| Лаура    | непознато            |